# Mondragon, Vaucluse
Mondragon är en kommun i departementet Vaucluse i regionen Provence-Alpes-Côte d'Azur i sydöstra Frankrike. Kommunen ligger i kantonen Bollène som tillhör arrondissementet Avignon. År 2022 hade Mondragon 3 756 invånare.

## Befolkningsutveckling
Antalet invånare i kommunen Mondragon
| Referens: INSEE |